# Saint-Marcel-Paulel
Saint-Marcel-Paulel (okzitanisch: Sent Marcèl e Paulèl) ist eine französische Gemeinde mit 481 Einwohnern (Stand: 1. Januar 2022) im Département Haute-Garonne in der Région Midi-Pyrénées. Sie gehört zum Arrondissement Toulouse und zum Kanton Pechbonnieu. Die Einwohner werden Marcellois genannt.

## Geographie
Saint-Marcel-Paulel liegt etwa 15 Kilometer ostnordöstlich von Toulouse. Der Girou fließt an der nordöstlichen Gemeindegrenze entlang. Umgeben wird Saint-Marcel-Paulel von den Nachbargemeinden Bonrepos-Riquet im Norden und Nordosten, Verfeil im Osten, Saint-Pierre im Südosten, Lavalette im Süden und Westen sowie Gragnague im Westen und Nordwesten. Durch die Gemeinde führt die Autoroute A680.

## Bevölkerungsentwicklung
| Jahr                       | 1962 | 1968 | 1975 | 1982 | 1990 | 1999 | 2006 | 2013 | 2020 |
| Einwohner                  | 215  | 213  | 215  | 277  | 345  | 401  | 438  | 442  | 439  |
| Quellen: Cassini und INSEE |      |      |      |      |      |      |      |      |      |

## Sehenswürdigkeiten

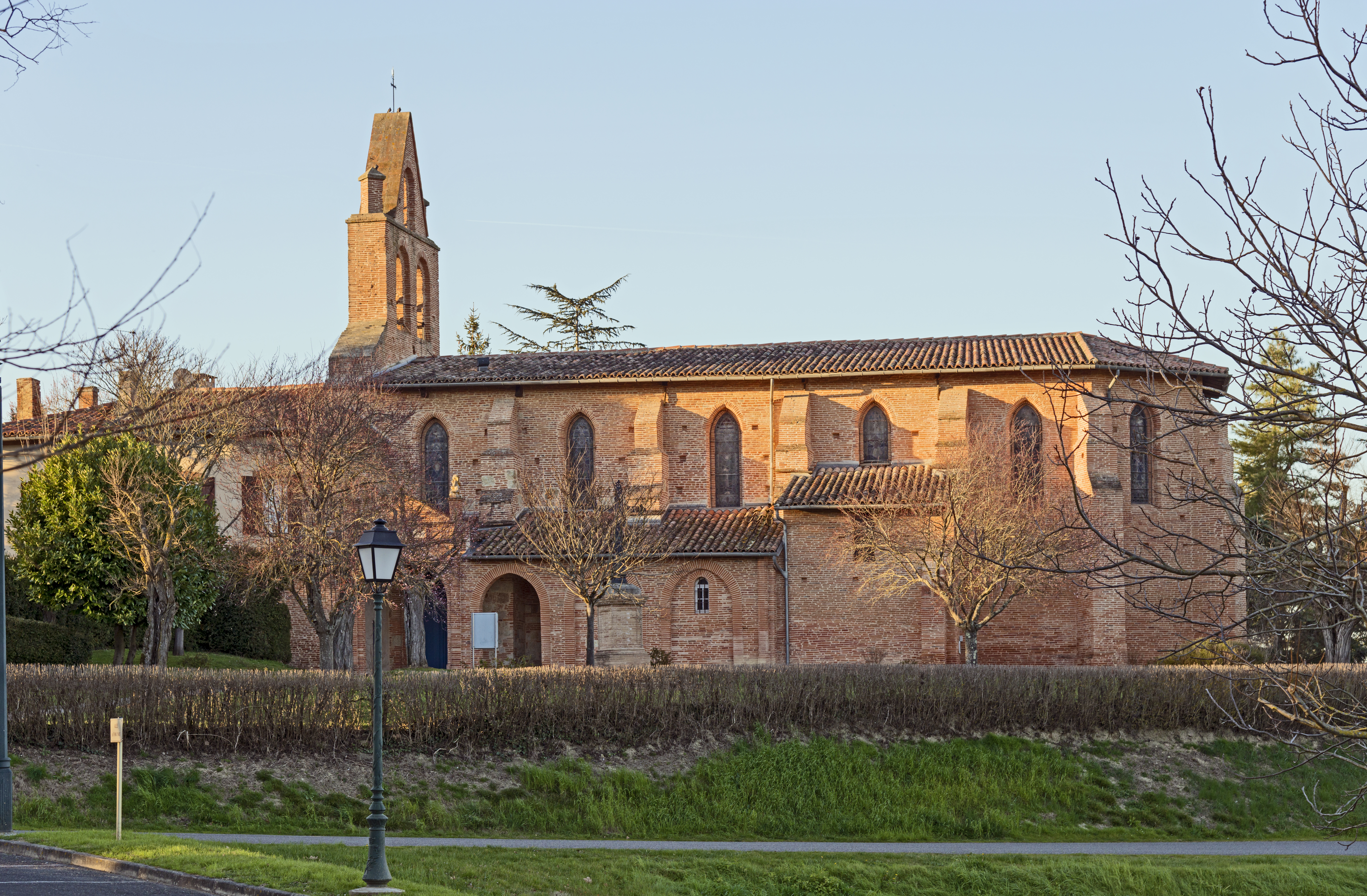
Kirche Saint-Pierre
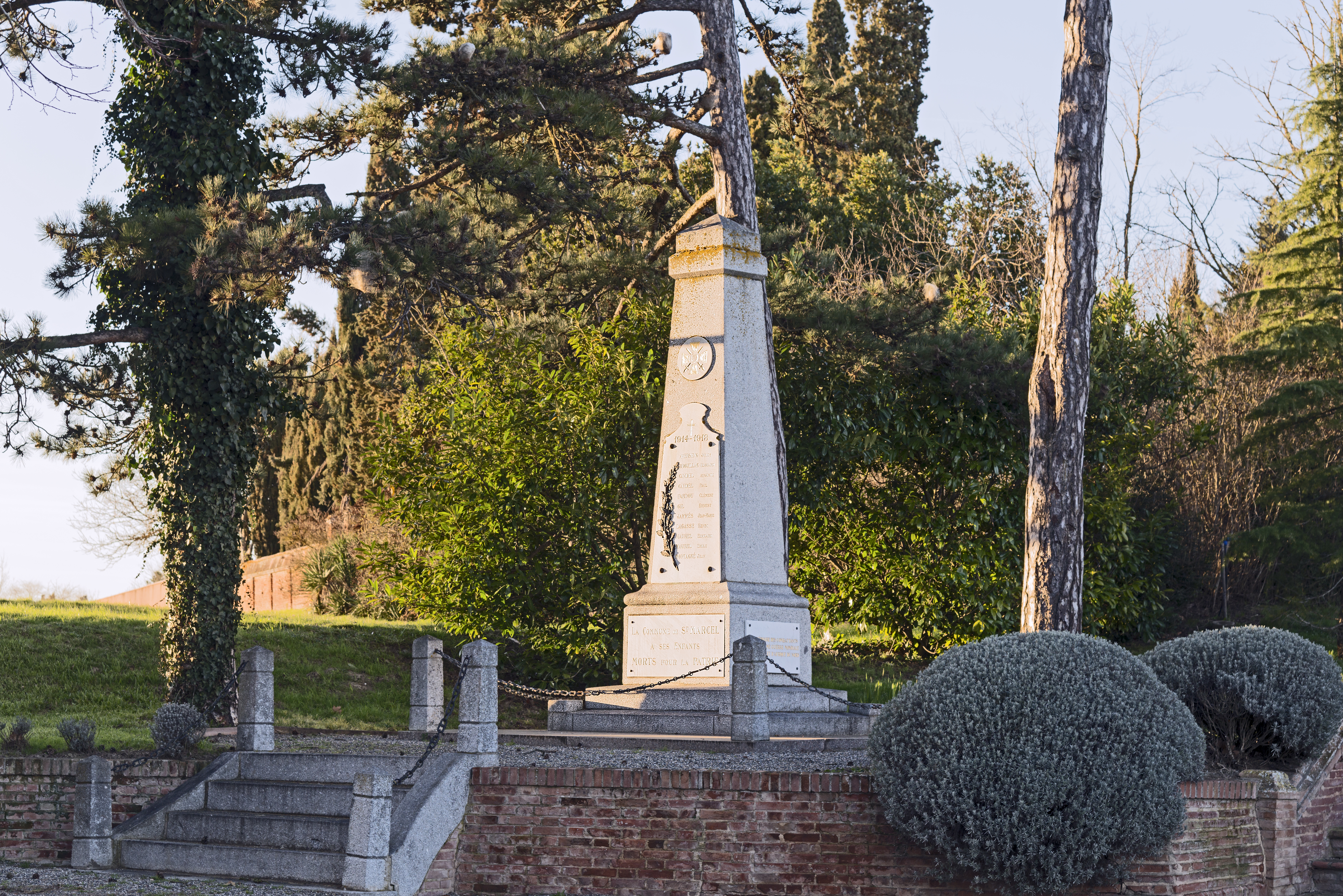
Gefallenendenkmal

- Kirche Saint-Pierre
- Gefallenendenkmal

## Belege
1. ↑  Saint-Marcel-Paulel auf der Website des Insee